# Квинт Еније
Квинт Еније (лат. Quintus Ennius, 239. п. н. е.―169. п. н. е.) био је један од највећих и најсвестранијих писаца ране римске књижевности. Био је калабријског порекла.

## Биографија
Рођен је у граду Рудији у Калабрији, где је живело мешано осачко и грчко становништво, па је Еније говорио не само латински, него и осачки и грчки језик, због чега је касније за себе говорио да има „три срца“ (tria corda): осачко, грчко и латинско. Катон Старији довео га је 204. п. н. е. у Рим са Сардиније, где се Еније налазио највероватније као војник. У Риму се Еније прославио као песник трагедија и спријатељио с некима од најотменијих Римљана, нпр. са Сципионом Африкацем Старијим. Године 189. п. н. е. повео га је конзул Марко Фулвије Нобилиор са собом у Етолију, да буде сведок његових ратних операција и затим опева његове подвиге, а на повратку с овог похода добио је Еније римско грађанско право. Скромним животом живео је на брежуљку Авентину, где је поучавао и писао.

## Дела
Најважније Енијево дело јесу Анали (Annales), историјски еп у 18 књига, од којих је сачувано мање од 600 стихова, из којих се може видети само општи оквир дела. У епу је испричана римска историја од њених легендарних почетака, дакле од Енејиног бекства из порушене Троје, па све до песниковог времена, с многим описима славних римских личности. Често се цитирао стих о диктатору Фабију Максиму Кунктатору: „Један нам човек оклевањем државу спаси целу“ (Unus homo nobis cunctando restituit rem). Први пунски рат је у епу прескочен, јер је ту тему недавно био обрадио Гнеј Невије. Композиција дела, колико се може просудити из сачуваних фрагмената, била је слаба, јер није постојао један општи план и једна општа идеја око које би се дело ујединило, него читав еп израња једноставно као стихована хроника. Видљив је снажан утицај Хомера у изразима, фигурама, читавим описима и епизодама, уопште у целом епском апарату. Анали заправо и почињу песниковим препричавањем сна који је уснио, у коме му се јавио Хомер и рекао му да Еније представља његову реинкарнацију. Од Хомера је преузет и хексаметарски стих, што представља револуционарну новину, јер су дотада римски епови били писани у старом италском сатурнијском стиху. Ово је дело постало римски национални еп, из кога су римски дечаци учили о великим херојима римске прошлости и које је уживало велику популарност све до Вергилија, који их је искористио за своју Енеиду, после које је Енијев еп готово пао у заборав. Анале су ценили Лукреције и посебно Цицерон, а критиковали су их Катул и песници Августовог доба, да би поново постали популарни током архаизирајућег периода у књижевности 2. века н. е.
Еније се окушао и у драми. Од најмање 22 трагедије и две комедије, које је написао угледајући се пре свега на грчког трагичара Еурипида, сачувано је свега око 400 стихова. За трагедије је највише бирао митолошке теме везане за тројански циклус (нпр. Hecuba, Iphigenia), али обрађивао је и друге теме (нпр. Medea exul = Medeja prognanica). Сачувани фрагменти донекле омогућују поређење између грчких оригинала и Енијевих латинских прерада, па се види да је природна лакоћа с којом тече грчки текст често замењена понешто грандиозним и високим стилом. Еније је написао најмање једну претексту, дакле трагедију с италско-римским садржајем, названу Отмица Сабињанки (Sabinae raptae). Четири књиге Сатира (Saturae), од којих је сачувано око 40 стихова, садржавале су песме с различитом тематиком, како забавном тако и поучном, писане у различитим метрима, али без »сатиричне« садржине. Написао је Еније и један пародијски еп о гастрономији, под грчким насловом Hedyphagetica (Слатка јела).
У епу Епихарм (Epicharmus) Еније описује како га грчки комички песник Епихарм у сну води кроз доњи свет и даје му различита поучна објашњења у духу питагорејске филозофије.
Еније је написао и једно прозно дело ― Еухемер или света историја (Euhemerus sive sacra historia), који је уживао велику популарност у хеленистичко доба. То је дело представљало заправо својеврсну „утопију“, јер је описивало нека срећна острва која су се наводно налазила у Индијском океану. На једном од тих острва, Панхаји, био је, прича Еухемер, Зевсов храм и у њему натпис у коме су изнесени први почеци људске историје: из тога натписа види се да су Зевс и друга божанства заправо били краљеви који су касније подигнути на степен богова. Поред Катонових Почетака (Origines), ово Енијево дело, у коме на износи рационалистичку теорију о пореклу богова, било је прво прозно дело у римској књижевности.
Еније је умро током Аполинарских игара (ludi Apollinares) 169. п. н. е., на којима је приказана његова последња драма, Тијест (Thyestes). Наследник му је био његов нећак, песник Марко Пакувије. Еније је наводно сам саставио свој епитаф, који није аутентичан, а гласио је:
Баците, грађани, поглед на попрсје Енија старог:

он је описао велика дела предака ваших.

Нико нек за мном не лије сузе и плаче на гробу

моме. Зашто? Јер живим још увек на уснама људи.